# Charlotte Angas Scott

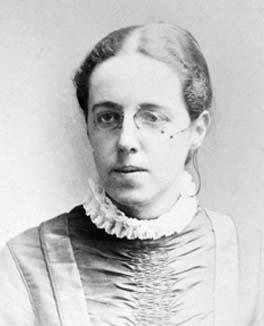
Charlotte Angas Scott

Charlotte Angas Scott (* 8. Juni 1858 in Lincoln (Lincolnshire), England; † 10. November 1931 in Cambridge) war eine britische Mathematikerin, die vor allem in den USA wirkte. Sie spielte eine wichtige Rolle in der Akzeptanz von Frauen in den Wissenschaften. Sie befasste sich hauptsächlich mit algebraischer und analytischer Geometrie.

## Frühes Leben
Scott war das zweite von sieben Kindern des Pfarrers (Kongregationalisten), Sozialreformers und Präsidenten des Lancashire College Caleb Scott, und von Eliza Exley Scott. Da zu diesem Zeitpunkt für Frauen das Studium in Großbritannien nur schwer zu erreichen war, unterstützte ihrer Familie sie sehr. 1876 erhielt sie ein Stipendium am Girton College, damals ein College nur für Frauen. In direkter Nachbarschaft des Girton College lag die University of Cambridge, in welchem man auch an Vorlesungen teilnehmen konnte, obwohl zu diesem Zeitpunkt das Girton College noch nicht zur Universität gehörte. Das Girton College verlieh damals noch keine Abschlüsse an Frauen, genauso wenig wie die Universität Cambridge, weshalb Charlotte Scott ihren Bachelor 1882 von der Universität London bekam, die fortschrittlicher war und damals schon einen speziellen Abschluss für Frauen vergab. 1885 erhielt sie ihren Doktor (D. Sc.) durch den berühmten Mathematiker Arthur Cayley, welcher sie stets förderte.

## Bestehen der Tripos
1880 erhielt Scott die spezielle Erlaubnis, am mathematischen Tripos Examen der University of Cambridge teilzunehmen, obwohl sie eine Frau war. Diese Prüfungen waren sehr angesehen und der erreichte Rang von außerordentlicher Bedeutung nicht nur für spätere Mathematiker oder theoretische Physiker, sondern allgemein für die weitere Karriere etwa im höheren Dienst, der Politik, an der Universität oder in der Justiz in Großbritannien und dessen Empire. Sie absolvierte die Prüfungen als achtbeste ihres Jahrgangs. Bei der Preisverleihung war sie nicht anwesend, da dort keine Frauen erlaubt waren. Als ihr Platz ausgerufen wurde, welchen sie aufgrund ihres Geschlechts nicht anerkannt bekam (an achter Stelle war wie in der gesamten Liste ein Mann gelistet), riefen männliche Studierende ihren Namen (Scott of Girton) zur Ehrung.
Da sie nicht an der eigentlichen Preisverleihung teilnehmen durfte, war sie im Girton College auf einer speziellen Feier, in der Studierende sie bejubelten und „See the Conquering Hero Comes“ sangen.
Nach diesem Vorfall wurden Frauen offiziell zum Tripos zugelassen und ihre Ergebnisse aber getrennt von denen der Männern gelistet, zählten also offiziell nicht. Den höchsten, aber ebenfalls offiziell nicht gezählten Rang in den Prüfungen erhielt als erste Frau 1890 Philippa Fawcett. Zudem wurden Frauen anstatt des „Bachelor with honours“ eine spezielle Auszeichnung überreicht. Männlichen Studenten gleiche Abschlüsse konnten Frauen aber erst ab 1948 in Cambridge erwerben.

## Arbeit
Nachdem sie 1885 ihr Studium beendet hatte, blieb Angas Scott am Girton College und lehrte selbst für weitere vier Jahre. Danach bekam sie die Chance am Bryn Mawr College, eines der ersten Colleges ausschließlich für Frauen, in den Vereinigten Staaten zu unterrichten. Schon nach kurzer Zeit wurde sie dort als Vorbild für junge Frauen gesehen. Sie legte die Zulassungsvoraussetzungen für das Bryn Mawr College in den Jahren 1885 für Arithmetik, Algebra und Geometrie fest und setzte sich für eine Aufnahmeprüfung am College ein, welche schließlich 1901 auch eingeführt wurde. Charlotte Scott wurde die erste Vorsitzende des mathematischen Fachbereichs des Bryn Mawr College und etablierte Richtlinien für die Universität, die teilweise heute noch in Kraft sind. Scott forschte als Professorin (persönlicher Lehrstuhl ab 1909) und unterrichtete Fortgeschrittenen analytische Geometrie.
Sie schrieb 1894 das Buch An Introductory Account of Certain Modern Ideas and Methods in Plane Analytical Geometry, welches dreißig Jahre später neu gedruckt wurde und veröffentlichte über 30 Arbeiten im American Journal of Mathematics, von welchem sie 1899 bis 1926 Mitherausgeberin war. 1894 wurde Charlotte Angas Scott die erste Frau im ersten „Council“ der American Mathematical Society, wobei sie neben der US-amerikanischen Mathematikerin Achsah Mount Ely eine von lediglich zwei Frauen der insgesamt 250 Mitglieder der AMS war. Sie wurde wieder Mitglied in den Jahren 1899 bis 1901 und 1905 Vizepräsidentin.

## Frauen in der Mathematik
Scott war der Ansicht, dass Konservatismus eine Voraussetzung für die Förderung von Frauen in der Bildung und Politik sei. Sie verurteilte Rauchen und Makeup, aber schnitt sich ihre Haare ab, bevor sie zum Bryn Mawr College wechselte (kurze Haare waren in den 1920er Jahren umstritten). Diese Sichtweise wurde auch im Girton College vertreten. Charlotte Angas Scott hatte ausschließlich weibliche Doktorandinnen.

## Spätes Leben
Im Jahre 1906 entwickelte Scott einen akuten Fall von Rheumatoider Arthritis, welcher zusammen mit ihrer zunehmenden Taubheit ihre Arbeit erschwerte. Ihre Vortragskunst beeinträchtigte das wenig, und zur Beantwortung von Fragen der Studenten hatte sie eine Assistentin. Unter dem Rat eines Arztes, sich draußen zu bewegen, begann Scott mit der Gartenarbeit und entwickelte eine neue Sorte der Chrysanthemen. 1922 fand eine Feier zum siebenunddreißigsten Jahr als Leiterin der Abteilung für Mathematik in Bryn Mawr statt, auf der unter anderem Alfred North Whitehead sprach. 1924 ging sie in den Ruhestand, blieb aber ein weiteres Jahr in Bryn Mawr College um ihrer achten Doktorandin, Marguerite Lehr, zu helfen, ihre Dissertation zu beenden. Sie ließ sich danach in Cambridge nieder. Scott war nie verheiratet.
Charlotte Angas Scott verstarb am 10. November 1931 und wurde im Grab ihrer Cousine Eliza Nevin begraben.
Sie spielte Rasen-Tennis, das sie im Girton College einführte, und galt später in Bryn Mawr als gute Golf-Spielerin.

## Schriften (Auswahl)
- Charlotte Angas Scott: An Introductory Account of Certain Modern Ideas and Methods in Plane Analytical Geometry. Macmillan and Company, 1894., (archive.org)
- Charlotte Angas Scott: A proof of Noether's fundamental theorem. In: Mathematische Annalen. Band 52, 1899, S. 593–597.
- Charlotte Angas Scott: On the Higher Singularities of Plane Curves. In: American Journal of Mathematics. Band 14. Johns Hopkins University Press, 1892, S. 301–325, JSTOR:2369609.
- Charlotte Angas Scott: The Nature and Effect of Singularities of Plane Algebraic Curves. In: American Journal of Mathematics. Band 15. Johns Hopkins University Press, 1893, S. 221–243, JSTOR:2369840.
- Charlotte Angas Scott: On a Recent Method for Dealing with the Intersections of Plane Curves. In: Transactions of the American Mathematical Society. Band 3. American Mathematical Society, 1902, S. 216–263, JSTOR:1986421.